# Francesc Sagrera i Riera
Francesc Sagrera i Riera (Breda, 8 de febrer de 1901 - Moià, 22 de febrer de 1940) fou un frare escolapi, educador a Moià. Ha estat proclamat servent de Déu per l'Església catòlica i està en curs de beatificació.

## Biografia
Francesc Sagrera nasqué a Breda en 1901; hi va estudiar al col·legi dels Germans de La Salle i freqüentà l'Oratori de Sant Felip Neri. Ingressà al seminari de Barcelona i, quan estava a punt d'acabar els estudis, va demanar d'ingressar a l'Escola Pia en 1924.
Acabats els estudis, fou ordenat sacerdot en 1926 i passà un any a la comunitat de l'Escola Pia de Barcelona. En acabar el curs, el metge aconsellà al jove, que tenia una salut feble, que marxés a viure a un clima més sec i li recomanà Moià. Sagrera hi anà i hi visqué la resta de la seva vida. Ensenyava disciplines de Comerç i feia apostolat entre els joves. Col·laborà amb els Cercles d'Estudi de la Federació de Joves Cristians de Catalunya en la formació de joves.
Les seves classes eren innovadores des del punt de vista pedagògic: hi aplicava una mena de democràcia interna en la presa de decisions a partir d'una constitució escrita, i fomentava una escola lliure i responsable, d'acord amb la doctrina social de l'Església, on l'estudiant fos conscient del futur paper que havia de jugar per millorar la societat, essent-ne responsable.
El 1936, durant les persecucions de religiosos en l'inici de la Guerra civil espanyola, mentre la comunitat marxava, Sagrera quedà enrere per tal de protegir el Santíssim de l'església. Fou pres per un escamot i, quan anaven a afusellar-lo al claustre de la comunitat, un accident retardà l'execució i el pujaren a un camió per matar-lo fora ciutat. En veure'l, però, tan feble, el deixaren anar.
Visqué la resta de la guerra en un mas, ensenyant els fills dels pagesos i atenent malalts i gent que demanava auxili religiós. La seva salut, però, no millorava. En 1939 tornà a la comunitat de Moià, on continuà fent classes i apostolat. En 1940, però, va morir.

## Veneració
Molt estimat al poble, els joves no voleren deixar sol el cadàver, i els obrers de les fàbriques demanaren festa per assistir al funeral. Els seus alumnes aconseguiren que l'ajuntament de Moià li dediqués una plaça. Poc després de la seva mort fou nomenat fill il·lustre de Breda i fill adoptiu de Moià.
La Fundació Francesc Sagrera de Moià fou també iniciativa d'exalumnes i la comunitat escolàpia moianenca. El seu primer president fou un deixeble del pare Sagrera, Isidre Prat i Montràs, el substituí el 2007 Josep Gallifa i Roca fins al 2020, quan va iniciar la presidència Elisabet Cots i Prat. El bisbe de Vic inicià el procés de beatificació en 1993 i fou declarat servent de Déu en 1999, en declarar-se vàlida la investigació diocesana. En 2009 la seva despulla fou traslladada del cementiri municipal a l'església parroquial de Moià, on reposa avui dia.